# Thomas Jann Orgelbau
Die Thomas Jann Orgelbau GmbH ist ein deutsches im Orgelbau tätiges Unternehmen.

## Geschichte
Unternehmensgründer Georg Jann hatte sein Handwerk unter anderem bei Alexander Schuke in Potsdam gelernt. Nach Tätigkeit als Intonateur bei Orgelbau Sandtner in Dillingen übernahm Georg Jann 1974 in Regensburg die Firma von Eduard Hirnschrodt. 1975 wurde als Opus 1 die Orgel in Schlicht bei Vilseck erbaut, im Jahr 2012 wurde das Opus 282 erreicht. 1980 zog der Betrieb in geräumigere Gebäude nach Laberweinting in Niederbayern. Die stilistisch vielfältigen, auch sehr großen Neubauten für Kirche und Konzertsaal verbinden auf hohem Niveau traditionelle mit modernen Elementen. Eine Restaurierungsabteilung des Unternehmens führt seit 1987 Restaurierungen durch.
1986 stieg der heutige Geschäftsführer, Orgelbaumeister Thomas Jann in das Unternehmen ein, nachdem er seine Ausbildung bei Richard Rensch absolviert hatte. 1990 legte er in Ludwigsburg seine Meisterprüfung ab. Seit 1995 ist er Geschäftsführer der Thomas Jann Orgelbau GmbH, seit 1999 Restaurator im Orgel- und Harmoniumbauer-Handwerk und seit September 1999 öffentlich bestellter und vereidigter Sachverständiger der Handwerkskammer Niederbayern-Oberpfalz. Im September 2024 feierte Thomas Jann Orgelbau das 50-jährige Betriebsjubiläum.

## Werkliste (Auswahl)
Die Größe der Instrumente wird in der sechsten Spalte durch die Anzahl der Manuale und die Anzahl der klingenden Register in der siebten Spalte angezeigt. Ein großes „P“ steht für ein selbstständiges Pedal. Bis 1995 entstandene Instrumente finden sich in der Werkliste von Georg Jann.
| Jahr      | Opus | Ort                       | Kirche                                       | Bild | Manuale | Register | Bemerkungen |
| --------- | ---- | ------------------------- | -------------------------------------------- | ---- | ------- | -------- | --- |
| 1996      | 218  | Regensburg                | St. Anton                                    |      | III/P   | 39       | Erstes Werk nach der Firmenübernahme → Orgel |
| 1997      | 220  | München-Laim              | St. Philippus                                |      | II/P    | 30       | |
| 1997      | 221  | Zolling                   | St. Johannes Baptist                         |      | II/P    | 18       | → Orgel |
| 1997      | 222  | Nienburg/Weser            | St. Martin                                   |      | III/P   | 37       | → Orgel |
| 1997      | 223  | Fulda                     | Dom                                          |      | II/P    | 12       | Chorbegleitorgel → Orgel |
| 1997      | 225  | Luhe                      | St. Martin                                   |      | II/P    | 22       | → Orgel |
| 1998      | 226  | Holztraubach              | St. Laurentius                               |      | II/P    | 13       | |
| 1998      | 227  | Pfaffenberg               | St. Peter                                    |      | II/P    | 18       | |
| 1999      | 229  | Michelstadt               | Stadtkirche                                  |      | III/P   | 42       | Neubau im Gehäuse von 1807 → Orgel |
| 1999      | 231  | Gotteszell                | Asam-Basilika St. Anna im Kloster Gotteszell |      | III/P   | 45       | → Orgel |
| 1999      | 234  | Landsberg am Lech         | Christuskirche                               |      | II/P    | 17       | |
| 2000      | 236  | Altötting                 | Stiftspfarrkirche                            |      | V/P     | 78       | Neubau hinter Gehäuse von 1725. → Orgel |
| 2001      | 239  | Oberaudorf                | Pfarrkirche Zu Unser Lieben Frau             |      | II/P    | 24       | → Orgel |
| 2001      | 243  | Falkenberg (Niederbayern) | Pfarrkirche St. Laurentius                   |      | II/P    | 19       | Neubau in historischem Prospekt. → Orgel |
| 2002      | 245  | Mauern                    | St. Johannes Baptist                         |      | II/P    | 17       | → Orgel |
| 2002      | 246  | Düdelingen (Luxemburg)    | Pfarrkirche St. Martin                       |      | IV/P    | 72       | Restaurierung der Orgel von 1912. → Orgel |
| 2002      | 247  | Niederhöcking             | Pfarrkirche St. Martin                       |      | II/P    | 22       | → Orgel |
| 2002      | 249  | Massing                   | St. Stephan                                  |      | II/P    | 18       | |
| 2002      | 250  | Donaustetten              | Heilige Familie                              |      | II/P    | 21       | → Orgel |
| 2003      | 251  | Obersulmetingen           | St. Ulrich                                   |      | II/P    | 18       | → Orgel |
| 2003      | 252  | Landshut                  | St. Margaret neu                             |      | I       | 5        | → Orgel |
| 2003      | 255  | Loizenkirchen             | Pfarrkirche St. Dionysius                    |      | II/P    | 22       | |
| 2003–2005 |      | Obereisenheim             | Evangelische Kirche                          |      | I/P     | 11       | Restaurierung der Orgel von Johann Adam Brandenstein von 1721 → Orgel                                                                              |
| 2004      | 257  | Langquaid                 | Pfarrkirche St. Jakob                        |      | II/P    | 21       | → Orgel |
| 2004      | 259  | Heilsbronn/Mittelfranken  | Kath. Kirche „Unsere Liebe Frau“             |      | II/P    | 23       | → Orgel |
| 2005      | 260  | Andechs                   | Klosterkirche Andechs                        |      | III/P   | 31       | Neubau hinter Prospekt von 1715. → Orgel |
| 2006      | 265  | Gunzenhausen              | Ev. Kirche St. Maria                         |      | III/P   | 45       | Richtungsweisend mit elektrischen Einzeltonventilen im Pedal → Orgel                                                                               |
| 2007      | 269  | Neustadt an der Waldnaab  | Stadtpfarrkirche St. Georg                   |      | III/P   | 34       | Neubau unter Verwendung großer Teile der Weise-Orgel von 1974; Neues Hauptorgelgehäuse, Restaurierung des historischen Rückpositivgehäuses → Orgel |
| 2009      | 272  | Fürstenfeld               | Pfarrkirche Fürstenfeld                      |      | III/P   | 26       | Neubau unter Verwendung des historischen Orgelgehäuse aus dem Jahr 1753. → Orgel                                                                   |
| 2009      | 273  | Lörrach                   | Stadtpfarrkirche St. Bonifatius              |      | III/P   | 42       | → Orgel |
| 2009      | 274  | Obertraubling             | Pfarrkirche St. Georg                        |      | III/P   | 33       | Neubau unter Verwendung alten Pfeifenmaterials (Binder und Siemann, 1915) in barockem Prospekt. → Orgel                                            |
| 2010      | 277  | Waegwan (Südkorea)        | Benediktinerkloster Waegwan                  |      | III/P   | 40       | → Orgel |
| 2012      | 282  | Weinstadt-Endersbach      | St. Andreas                                  |      | II/P    | 23       | → Orgel |
| 2012      |      | Sonneberg                 | St. Stefan                                   |      | II/P    | 17       | in Zusammenarbeit mit Claudius Winterhalter |
| 2014      | 285  | Weggental                 | Weggentalkirche                              |      | III/P   | 32       | → Orgel |
| 2016      | 286  | Burghausen                | Zu Unserer Lieben Frau                       |      | III/P   | 34       | → Orgel |
| 2016      | 287  | Bodenkirchen              | Pfarrkirche St. Johannes der Täufer          |      | II/P    | 22       | → Orgel |
| 2016      | 291  | Würzburg-Grombühl         | Thomaskirche                                 |      | II/P    | 16       | → Orgel |
| 2017      | 288  | Allkofen                  | St. Michael                                  |      | II/P    | 17       | → Orgel |
| 2020      | 292  | Lappersdorf-Kareth        | St. Elisabeth                                |      | II/P    | 18       | → Orgel |
| 2022      |      | Wörth an der Donau        | St. Petrus                                   |      | II/P    | 24       | in Zusammenarbeit mit Claudius Winterhalter |